# Symphonie no 8 de Sibelius
Pour les articles homonymes, voir Symphonie no 8.
La Symphonie no 8 de Jean Sibelius est son dernier projet majeur de composition, l'occupant par intermittence depuis le milieu des années 1920 jusqu'à environ 1938, bien qu'il ne l'ait jamais publié. Sibelius est réputé avoir détruit sa composition, mais une copie d'au moins le premier mouvement a été faite.

## Enregistrements
- Klaus Mäkelä chef d'orchestre, intégrale avec l'Oslo Philharmonic Orchestra. Cette édition comprend les 7 symphonies du compositeur, y compris le poème symphonique Tapiola (Sibelius) et les fragments de la huitième symphonie 'perdue'. 2022, Decca.